# Adenomera martinezi
Adenomera martinezi es una especie de anfibio anuro de la familia Leptodactylidae. Es  endémica del sudoeste del estado de Pará (Brasil).